# تکواژه
تکواژه یا لِکسیم (به انگلیسی: Lexeme) واحدی خُرد از یک تحلیل صرفی در زبان‌شناسی است که به‌طور کلی مربوط به مجموعه‌ای از صورت‌هاست که توسط یک واژه گرفته می‌شود. برای نمونه، در زبان فارسی، «برو، می‌رود، و رفت» همگی صورت‌هایی از یک تکواژه هستند که به‌طور قراردادی به شکل «رفتن» نوشته می‌شود. یک مفهوم مرتبط، بن‌واژه است که گونهٔ ویژه‌ای از تکواژه است و به‌طور قراردادی برای نشان‌دادن صورت رسمیِ تکواژه به‌کار می‌رود. بن‌واژه‌ها در فرهنگ‌ها به عنوان سرواژه به‌کار می‌روند و دیگر صورت‌های تکواژه‌ها پس از آن خواهند آمد.
یک تکواژه به یک دستهٔ صرف‌ونحوی مربوط است، که دارای معنای ویژه‌ای (ارزش معنایی) باشد و در تصریف زبان‌ها، نمونه‌های تصریفی متناظر داشته باشد. برای نمونه، تکواژهٔ run (در انگلیسی) به صورت‌های گوناگون به‌کار می‌رود:
- سوم‌شخص مفردِ حال به صورت runs
- دیگر شخص‌های مفرد و جمعِ حال به صورت run
- صورتِ گذشتهٔ ran
- وجه وصفیِ معلوم و صفت فاعلی به صورت running

(این شامل runner, runners, runnable و غیره نمی‌شود)
کاربرد صورت‌های یک تکواژه مبتنی بر قواعد دستور زبان است؛ برای افعال انگلیسی مانند run، این‌ها شامل سازش موضوع و فعل و قوانین ساختِ زمان فعل می‌شوند که روشن می‌کند کدام صورتِ فعل باید در جمله به‌کار رود.